# Eurobrun ER188
Vous lisez un « article de qualité » labellisé en 2012.
Chronologie des modèles (1988)
Aucun Eurobrun ER188B
L'Eurobrun ER188 est la première monoplace de Formule 1 engagée par l'équipe Eurobrun Racing dans le cadre de sa première participation au championnat du monde de Formule 1, en 1988. Elle débute en championnat au Grand Prix du Brésil, pilotée par l'Italien Stefano Modena et l'Argentin Oscar Larrauri, pilote à l'origine de la création de l'écurie.
Cette monoplace, conçue par Mario Tolentino et Bruno Zava, est directement inspirée de l'Alfa 184T de la saison 1984. Bien que réalisée en fibre de carbone, elle n'en demeure pas moins pataude et peu réussie aérodynamiquement, trahissant dès sa présentation son origine remontant à plusieurs années.
En trente-deux engagements, ses pilotes ne terminent que huit courses et n'inscrivent aucun point en championnat du monde. Ces piètres résultats poussent Giampaolo Pavanello, cofondateur de l'écurie, à prendre ses distances avec l'écurie qui n'engage plus qu'une seule monoplace en 1989 faute de moyens financiers suffisants.

## Historique

### La création de l'écurie
Eurobrun est fondée à la fin de l'année 1987 par l'Italien Giampaolo Pavanello et le Suisse Walter Brun.
Giampaolo Pavanello est le fondateur de l'écurie Euroracing, initialement engagée en Formule 3 italienne. En son sein, Michele Alboreto remporte le championnat d'Europe de Formule 3 sur une March 803 à moteur Alfa Romeo,,. La saison suivante, Mauro Baldi remporte à nouveau le championnat,,. À la fin de la saison, après le départ du constructeur de châssis March, Euroracing devient constructeur à part entière en transformant le châssis March et, en 1982, Oscar Larrauri, au volant d'une Euroracing 813 S-Alfa Romeo, remporte à son tour le championnat d'Europe,,. En 1983, Euroracing accède à la Formule 1 avec Alfa Romeo : la structure Autodelta, qui gère l'engagement en Formule 1 de l'écurie Alfa Romeo, est supervisée par Giampaolo Pavanello via Euroracing. Mais la gestion de l'écurie est un échec et Alfa Romeo n'inscrit aucun point en 1985, ce qui conduit à son retrait des Grands Prix de Formule 1,,,. Euroracing retourne à la Formule 3 en 1987 puis passe à la Formule 3000 l'année suivante. Giampaolo Pavanello est alors contacté par Walter Brun pour mutualiser leurs compétences afin de créer une nouvelle écurie de Formule 1.
Walter Brun, passionné de course automobile, passe en 1982 du statut de gentleman driver à celui de directeur d'écurie en fondant le Brun Motorsport Racing Team après le rachat de l'écurie GS-Team engagée en championnat BMW M1 Procar. Après des débuts avec une BMW M1, Walter Brun s'engage en 1983 dans divers championnats d'endurance de voitures de sport avec des Porsche 956C « compétition-client ». Walter Brun remporte en août sa première victoire, puis, en septembre, le trio Walter Brun/Hans-Joachim Stuck/Harald Grohs termine quatrième des 1 000 kilomètres de Spa en catégorie groupe B. En 1984, l'équipe recrute l'espoir allemand Stefan Bellof qui remporte les Internationale Deutsche Meisterschaft (championnats internationaux d'Allemagne) et remporte sa première victoire en championnat du monde lors des 1 000 kilomètres d'Imola avec le duo Bellof/Stuck. La saison 1985 est tout aussi satisfaisante avec la sixième place du championnat du monde. Un an plus tard, grâce à ses Porsche 956B et Porsche 962C, l'équipe remporte le titre de champion du monde des voitures de sport grâce notamment à Thierry Boutsen et Frank Jelinski,,. L'écurie se classe deuxième du championnat du monde en 1987.
Après son succès en championnat du monde des voitures de sport, Walter Brun souhaite s'engager en Formule 1 mais réalise rapidement qu'il ne peut pas concevoir et développer son propre châssis dans son atelier de Stans. Au printemps 1987, il contacte Reynard Motorsport, société spécialisée dans la conception et la construction de voitures de course, qui décline sa proposition pour continuer à construire des châssis de Formule 3 et développer un nouveau châssis de Formule 3000. Oscar Larrauri, champion d'Europe de Formule 3 en 1982 avec Euroracing, pilote des Porsche en endurance au sein de l'écurie de Walter Brun et rêve lui aussi de la Formule 1. En juillet 1987, il propose à ses employeurs actuel et passé de mettre en commun leurs compétences pour créer une nouvelle équipe de Formule 1. L'écurie Eurobrun est fondée en septembre, Walter Brun et Giampaolo Pavanello en détenant chacun 50 %,,,. Pavanello est responsable technique de l'équipe tandis que Brun en est le directeur.

### La création de la monoplace

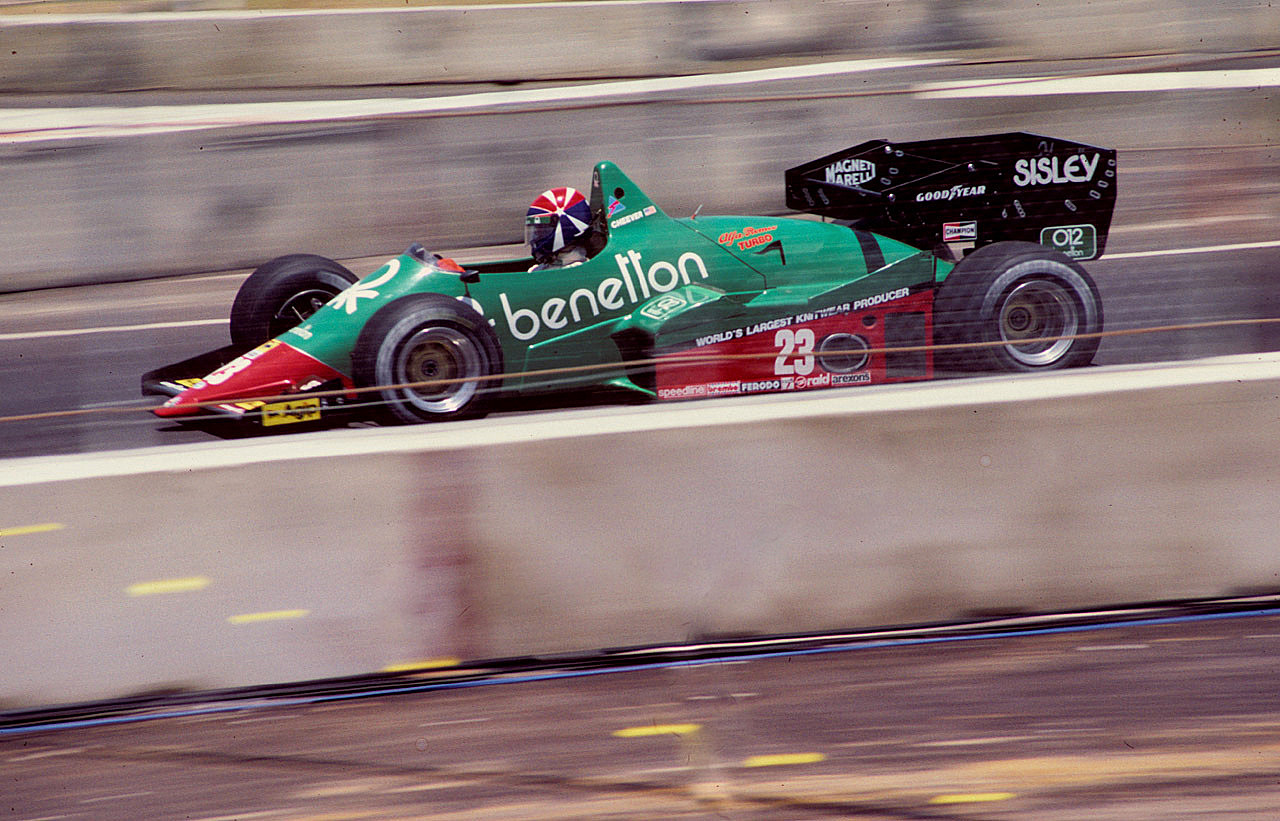
L'Alfa Romeo 184T, ici en course à Dallas en 1984, est à la base de la conception de l'Eurobrun ER188.

Après le retrait d'Autodelta-Alfa Romeo du championnat du monde de Formule 1 à la fin de la saison 1985, Giampaolo Pavanello a conservé des exemplaires des châssis Alfa 183T, Alfa 184T et Alfa 185T puisque son entreprise Euroracing était chargée de leur conception,.
Mario Tolentino, à l'origine de la conception du châssis 183T avec Gérard Ducarouge, du châssis 184T avec Luigi Marmiroli et du 185T avec John Gentry, et toujours en fonction chez Euroracing, s'inspire de ces créations pour mettre en œuvre la première monoplace de l'équipe, l'Eurobrun ER188. Conçue par Tolentino et Bruno Zava la monoplace est directement inspirée de l'Alfa 184T engagée en 1984 comme l'indique notamment Eddie Cheever, ancien pilote de l'Alfa 184T,.
L'Eurobrun conserve les voies avant et arrière de l'Alfa Romeo (1 810 mm pour les deux monoplaces à l'avant et 1 670 mm à l'arrière pour l'ER188, soit un centimètre de moins que l'Alfa). L'empattement de l'Eurobrun est également calqué sur celui de sa devancière avec 2 740 mm contre 2 742 mm. Le système de suspension avant et arrière est lui aussi repris de l'Alfa Romeo. Il s'agit d'un classique système à « ressort-fourche-triangle-poussoir ».
Si la monoplace est réalisée en fibre de carbone, elle n'en demeure pas moins pataude et peu réussie aérodynamiquement, une des versions du modèle ne disposant même pas d'un capot moteur. Alors que l'Alfa 184T était destinée à accueillir un moteur turbocompressé de 670 chevaux, l'ER188 est mue par un bloc Cosworth-client préparé par l'artisan-motoriste suisse Heini Mader,.

### Le choix des pilotes
Initialement, faute de moyens financiers, Walter Brun ne souhaite engager qu'une seule ER188 pour Oscar Larrauri. Pourtant, il recrute également Stefano Modena, champion intercontinental de F3000 en titre, un jeune pilote qui a également débuté en Formule 1 à la fin de la saison précédente en remplaçant son compatriote Riccardo Patrese chez Brabham pour épauler Andrea De Cesaris lors de la dernière épreuve de la saison en Australie,,,.
Walter Brun ne tarit pas d'éloges sur le jeune Italien : « Stefano Modena est le plus grand des jeunes talents et un champion en devenir ». Il ajoute « qu'une véritable écurie de Formule 1 se doit d'engager deux voitures ». Dans les faits, Modena, à l'issue de sa première course en Formule 1, pensait poursuivre chez Brabham mais Aleardo Buzzi, le responsable de la structure de soutien aux pilotes chez Philip Morris, n'a pu lui trouver qu'un baquet de « seconde catégorie », chez Eurobrun. Modena, financièrement soutenu par le cigarettier via la marque Marlboro, va fournir à l'écurie débutante les capitaux nécessaires à la réalisation d'une seconde monoplace,.

### L'engagement en championnat du monde

#### Contexte général du championnat
1988 est la dernière année où les moteurs turbocompressés sont autorisés. Afin de diminuer la puissance des monoplaces, la Fédération internationale du sport automobile a programmé l'interdiction des moteurs suralimentés pour 1989 après avoir déjà, en 1987, limité leur puissance et réintroduit les moteurs atmosphériques avec une équivalence de cylindrée plus avantageuse de 3 500 cm3 au lieu de 3 000 cm3 pour les moteurs turbocompressés. Walter Brun et Giampaolo Pavanello choisissent donc de s'engager en championnat avec un moteur atmosphérique afin d'être prêts pour la saison suivante où toutes les équipes seront motorisées de la même manière.
De nombreuses équipes novices à faible budget suivent la même démarche et s'engagent en championnat avec aussi peu d'expérience qu'Eurobrun : AGS est présent depuis deux saisons (un seul point en treize départs), Coloni a commencé en 1987 et n'a disputé qu'une seule course, Larrousse a aussi débuté en 1987 et a marqué trois points. Rial Racing et Scuderia Italia débutent en même temps qu'Eurobrun. On dénombre dix-huit équipes et trente-cinq pilotes pour vingt-six places sur les grilles de départ : les équipes entrantes et les plus mal classées de la saison précédente doivent obligatoirement passer par des phases de préqualification puis de qualification pour participer aux Grands Prix. Si plus de trente pilotes sont engagés, une séance de préqualification est organisée pour n'en conserver que trente, soumis à la phase de qualification, où les quatre plus lents sont à leur tour éliminés pour ne laisser que vingt-six monoplaces au départ de la course. Cette compétition entre les écuries les plus modestes va se révéler extrêmement ardue pour Eurobrun qui éprouve de grandes difficultés à franchir le double écueil préqualification/qualification. Walter Brun ne semble pas inquiet face aux difficultés qui s'annoncent et déclare : « Eurobrun fera partie des cinq meilleures équipes en Formule 1 d'ici trois ans ».

#### Les préqualifications en début de saison 1988
Les Eurobrun ER188 font leur première apparition au Grand Prix inaugural de la saison, au Brésil. Les pilotes franchissent les deux couperets que sont les préqualifications et les qualifications. Oscar Larrauri, avec une qualification en 1 min 35 s 711, part de la dernière place qualificative, à plus de sept secondes de la pole position d'Ayrton Senna tandis que Stefano Modena se qualifie en vingt-quatrième position grâce à un temps de 1 min 34 s 910,. Toutefois, Larrauri ne prend pas le départ à cause d'une panne électrique lors du tour de formation tandis que Modena abandonne au vingtième tour à la suite d'un problème de pompe à essence.
Le Grand Prix suivant, à Saint-Marin, est a priori plus favorable aux petites écuries puisque, avec trente voitures au départ (Nicola Larini, sur Osella, est exclu pour ne pas s'être présenté à un contrôle officiel), la séance de préqualification n'est pas nécessaire. Pour autant, avec un temps de 1 min 35 s 077, à presque huit secondes de la pole position de Senna, Larrauri est le premier pilote non qualifié. Son coéquipier fait à peine mieux (1 min 34 s 782) et obtient la dernière place de la grille de départ,. L'Italien prend un bon départ et, dès le premier tour, passe de la vingt-sixième à la vingt-et-unième position. Il retombe néanmoins au dernier rang dès le cinquième tour et conserve sa position jusqu'à l'arrivée où, bien que dix-neuvième à la suite des abandons d'autres concurrents, il n'est pas classé, n'ayant bouclé que cinquante-deux tours sur soixante,,. Pour la première fois de la saison, une Eurobrun atteint le drapeau à damier.
À Monaco, Oscar Larrauri, malgré le peu de compétitivité de sa monoplace, se qualifie en dix-huitième position grâce à un tour bouclé en 1 min 29 s 093, à cinq secondes de la pole position d'Ayrton Senna,. Son coéquipier est quant à lui disqualifié car l'écurie a oublié de présenter sa monoplace au pesage. À l'issue du premier tour de course, Larrauri est quatorzième mais il sort de la piste dans le quatorzième tour et abandonne alors qu'il était quinzième,,. Malgré cette bonne performance, Walter Brun envisage de le remplacer par Christian Danner, sans volant depuis son remplacement chez Zakspeed à la fin de la saison 1987, car il trouve son pilote « submergé » par la pression de la course.
Au Grand Prix suivant, au Mexique, l'équipe commet une nouvelle erreur qui affecte encore Stefano Modena : il n'est pas autorisé à prendre le départ car la hauteur de son aileron arrière est jugée non conforme au règlement,,. Larrauri prend le départ depuis la dernière position avec un temps de qualification de 1 min 24 s 032 à sept secondes de la pole position d'Ayrton Senna,. Il réalise une course solide qui lui permet de remonter régulièrement au classement, aidé par les nombreux abandons (dix pilotes ne rejoignent pas l'arrivée). Vingt-et-unième au onzième tour, il est seizième au dix-septième tour, quatorzième au trente-deuxième tour et treizième au quarante-quatrième tour, place à laquelle il rallie l'arrivée,. Larrauri réalise à cette occasion la meilleure performance de sa carrière en Formule 1.
Ce bon résultat donne une nouvelle impulsion à l'écurie qui place ses deux monoplaces sur la grille de départ du Grand Prix du Canada. Larrauri est vingt-quatrième avec un temps de 1 min 27 s 321 et Modena réalise la meilleure performance en qualification de la saison pour Eurobrun avec le quinzième temps, en 1 min 25 s 713, à six secondes de la pole position d'Ayrton Senna,,,. Au huitième tour de course, Larrauri s'accroche avec René Arnoux et abandonne tandis que son coéquipier remonte régulièrement au classement : douzième au seizième tour, neuvième au trente-troisième tour, il est septième, à la porte des points, onze boucles plus tard et termine la course douzième, à trois tours du vainqueur, la meilleure performance depuis le début de la saison,.
Au Grand Prix de Détroit, une séance de préqualification est programmée puisque trente-et-une monoplaces sont inscrites, comme lors du Grand Prix précédent. Lors des qualifications, Larrauri est vingt-troisième avec un temps de 1 min 46 s 390 et Modena dix-neuvième avec un temps de 1 min 45 s 304, à six secondes de la pole position d'Ayrton Senna,,. Larrauri profite des abandons des autres concurrents pour atteindre la dix-septième place mais abandonne au vingt-sixième tour à cause d'un problème de boîte de vitesses. Son coéquipier roule en dernière position dès le septième tour et termine sa course au quarante-sixième tour alors qu'il était douzième, et toujours dernier,,.
De retour en Europe, Walter Brun reprend contact avec Christian Danner pour remplacer Larrauri. Le pilote allemand se rend dans les ateliers de Segano pour faire mouler un siège baquet à sa taille mais, à la surprise générale, ne parvient pas à entrer dans le cockpit de la monoplace. Comme l'équipe n'a pas les moyens financiers de construire un troisième châssis adapté à la grande taille de Danner, Larrauri conserve in extremis sa place de titulaire,. Le Grand Prix suivant, en France, voit à nouveau Stefano Modena dominer son coéquipier en qualification : l'Italien décroche la vingtième place sur la grille en 1 min 12 s 007, à cinq secondes de la pole position d'Alain Prost alors que l'Argentin décroche de justesse sa qualification en dernière position sur la grille de départ,,. En course, Larrauri est seizième quand il abandonne à la suite d'une casse de son embrayage tandis que Modena termine quatorzième, à trois tours du vainqueur Prost,,.
Le Grand Prix de Grande-Bretagne marque la mi-saison. À l'issue de cette course, les commissaires de la FIA s'appuient sur le classement général du championnat en cours pour désigner les équipes soumises aux séances de préqualifications pour les huit dernières épreuves de l'année. Larrauri échoue à se qualifier en réalisant le vingt-septième temps des essais qualificatifs alors que Modena est vingtième sur la grille, à quatre secondes de la pole position de Gerhard Berger,,. En course, il pointe au quatorzième rang dès le sixième tour et égale la meilleure performance de la saison pour son écurie en terminant douzième, à un tour du vainqueur Senna,,.
À la mi-saison, Eurobrun n'a inscrit aucun point en championnat du monde et doit à nouveau subir d'éventuelles sessions de préqualifications si plus de trente voitures sont engagées lors de la seconde partie du championnat. Les dirigeants se montrent néanmoins satisfaits des résultats car, bien que le score soit vierge, la conservatrice ER188 a rejoint l'arrivée à six reprises et les pilotes n'ont manqué que cinq départs, dont deux par la faute d'erreurs de l'écurie.

#### Les difficultés de la seconde partie de saison
La deuxième partie de la saison débute en Allemagne où Larrauri est dernier sur la grille de départ, juste derrière son coéquipier,,. Modena abandonne au quinzième tour à cause d'un problème électrique et Larrauri termine seizième, à deux tours du vainqueur Senna,. Au Grand Prix suivant, en Hongrie, Larrauri manque sa qualification pour trois dixièmes de seconde tandis que Modena, malgré une qualification en dernière place, réalise la meilleure course de la saison de l'équipe,,. Quinzième à la mi-course, il est onzième vingt tours plus tard puis pointe au dixième rang au soixante-sixième tour. Il se classe finalement onzième, ce qui restera le meilleur classement d'une Eurobrun en trois saisons de championnat du monde,. Cette course et ce classement encourageants vont pourtant se révéler être le chant du cygne de l'équipe.
En Belgique, pour la première fois de la saison, aucune ER188 ne prend le départ de l'épreuve. Stefano Modena ne réalise que le vingt-neuvième temps des qualifications, à neuf secondes de la pole position de Senna tandis que Larrauri ne réussit pas à se préqualifier, ce qui n'était encore jamais arrivé,. Le manque de professionnalisme des dirigeants se fait cruellement ressentir à cette occasion : alors que Heini Mader a procuré à l'équipe des moteurs spécifiquement préparés pour les préqualifications de Spa, les blocs Cosworth fournissant un surcroît de puissance de vingt chevaux par rapport aux moteurs habituellement utilisés par l'équipe, Giampaolo Pavanello choisit de ne pas les utiliser en qualifications pour les économiser pour la course. Larrauri plafonne donc à 201,146 km/h de moyenne sur un tour, Modena à 204,248 km/h quand Nicola Larini, le dernier qualifié, tourne à peine plus vite, en 204,738 km/h. L'absence des Eurobrun sur la grille est ainsi directement imputable à la décision de Pavanello de se passer de moteurs spécialement préparés lors des préqualifications.
Lors du Grand Prix national de l'écurie, à Monza, Larrauri échoue à nouveau en préqualification et Modena en qualification,. L'ER188 est la seule monoplace du plateau qui ne dispose pas d'un aileron arrière spécifiquement étudié pour le circuit de Monza qui requiert des appuis aérodynamiques faibles compte tenu des longues lignes droites. Larrauri tourne à la vitesse moyenne de 222,024 km/h en préqualification et Modena à 223,972 km/h quand le dernier pilote qualifié, Julian Bailey sur Tyrrell Racing, tourne en 226,243 km/h et qu'Ayrton Senna établit la pole position à 242,864 km/h de moyenne. La série noire se prolonge au Grand Prix du Portugal où Larrauri est le seul pilote non préqualifié et Modena réalise le vingt-neuvième temps des essais qualificatifs,,.
En coulisses, agacé par les mauvais résultats qui s'enchaînent, Walter Brun reproche à son associé son manque de professionnalisme ainsi que son insuffisante implication dans le développement et la recherche de fiabilité de l'ER188,,. Walter Brun, qui injecte mensuellement 300 000 francs suisses, se plaint également de supporter seul le financement de l'équipe avec Marlboro via Stefano Modena, Euroracing ne s'investissant pas dans la recherche de partenaires financiers et de commanditaires sportifs,. Faute de financement, les monoplaces manquent de développement, ne peuvent pas être testées en essais privés et régressent dans la hiérarchie quand les monoplaces concurrentes progressent. La situation devient si tendue qu'à l'automne, Pavanello souhaite racheter les parts de Walter Brun pour s'engager en championnat du monde sous le nom Euroracing en 1989 et que Brun veut investir dans une autre écurie de Formule 1.
Au Grand Prix d'Espagne, Oscar Larrauri échoue en qualification et Stefano Modena obtient la dernière place qualificative, à quatre secondes de la pole position de Senna,,. En course, il remonte régulièrement au classement (vingt-et-unième dès le premier tour, quinzième au dix-septième tour puis treizième du quarante-sixième tour jusqu'à l'arrivée, à deux tours du vainqueur,,).
Les deux derniers Grands Prix de la saison se déroulent aux antipodes et l'équipe n'est pas sûre d'y prendre part, faute de moyens financiers. Au Japon, Brun négocie in extremis un partenariat avec deux entreprises locales, M505 et MKB, pour participer aux dernières épreuves de l'année. Les ER188 troquent leur livrée blanche pour une livrée à damier blanc et jaune aux couleurs des nouveaux partenaires,. Aucune monoplace ne franchit la barre des qualifications, Larrauri réalisant le vingt-huitième temps et devançant son coéquipier, trentième. Pour le Grand Prix de clôture à Adélaïde en Australie, les deux pilotes arrachent leur qualification, Oscar Larrauri réalisant le vingt-cinquième temps et Modena le vingtième,,. La course de Larrauri s'arrête dès le douzième tour à cause de la casse d'un demi-arbre de roue. Modena remonte jusqu'à la douzième place puis abandonne à son tour, au soixante-troisième tour, pour la même raison que son coéquipier,,.

### Conséquences pour l'équipe de la première saison en Formule 1 avec l'ER188
Pour Eurobrun, 1988 se résume à un énorme gâchis de compétences et l'avenir de l'écurie demeure encore flou car Walter Brun poursuit ses démarches pour acquérir une équipe mieux structurée et essaie notamment de racheter Brabham Racing Organisation à Alfa Romeo,,,. En novembre 1988, il annonce avoir acquis Brabham dans le but d'utiliser ses ressources techniques pour rendre l'ER188 et ses prochaines monoplaces plus efficaces. Il envisage même que les monoplaces Eurobrun et Brabham partagent le même châssis, ce qui est formellement interdit par le règlement technique de la Formule 1. En janvier 1989, conscient qu'il ne pourra pas, pour des raisons réglementaires, mener à bien son projet d'une « coopération technique » entre Brabham et Eurobrun, Brun se réinvestit alors pleinement dans son écurie en rachetant une partie des parts de Giampaolo Pavanello qui souhaite désormais progressivement se désengager.
Walter Brun établit un nouveau bureau d'ingénierie, Brun Technics, à Basingstoke dans le Hampshire pour concevoir la remplaçante de l'ER188. Il recrute l'ingénieur George Ryton, un ancien collaborateur de John Barnard au sein de la structure GTO (Guildford Technical Office) financée par la Scuderia Ferrari, et conserve plusieurs membres d'Euroracing, dont l'ingénieur Bruno Zava, tandis que Pier Luigi Corbari, un ancien d'Autodelta et de Brabham-Alfa Romeo, remplace Giampaolo Pavanello à la direction technique.

### Engagement hors-championnat du monde
En décembre 1988, l'ER188 est engagée au Trofeo Indoor di Formula 1, une épreuve d'exhibition organisée en marge du Motor Show de Bologne, une exposition internationale reconnue par l'Organisation internationale des constructeurs automobiles qui se tient dans les salons de la foire de Bologne. Bien que l'épreuve soit baptisée indoor, la piste, d'une longueur de 1 360 mètres, est située à l'extérieur des locaux de l'exposition. Seules des écuries italiennes prennent part à l'édition inaugurale de cette « compétition-spectacle » qui leur permet de se présenter devant leur public national et est un moyen pour les directeurs d'écurie de nouer des contacts avec d'éventuels partenaires financiers pour compléter leur budget pour la saison à venir.
La Scuderia Minardi engage deux monoplaces M188 confiées à ses pilotes titulaires en championnat du monde, Pierluigi Martini et Luis Pérez-Sala, le seul pilote non italien engagé,. Nicola Larini, pilote titulaire chez Osella conduit une Osella FA1L, Scuderia Italia engage, sur Dallara F188, son titulaire Alex Caffi,. First Racing, la seule écurie qui ne dispute pas le championnat du monde de Formule 1 mais le championnat intercontinental de Formule 3000 confie sa monoplace à Gabriele Tarquini, qui pilotait en Formule 1 pour Coloni. Eurobrun, qui s'est séparée de ses deux pilotes à l'issue de la saison régulière, fait appel à Fabrizio Barbazza, qui n'a encore jamais piloté de monoplace de Formule 1 mais courait en CART aux États-Unis et en Formula Nippon au Japon.
Lors des essais libres du 7 décembre, Barbazza réalise le quatrième temps, en 1 min 02 s 01, à cinq secondes du meilleur temps d'Alex Caffi. L'ER188 ne se présente pas au warm-up (une session d'échauffement) du 8 décembre comme quatre autres participants. La compétition se tient le 8 décembre, et comporte trois manches. Fabrizio Barbazza, opposé à Luis Pérez-Sala, futur vainqueur du trophée, s'incline dès le premier tour,.

## Résultats en championnat du monde de Formule 1
| Saison | Écurie          | Moteur               | Pneumatiques | Pilotes        | Courses | Courses | Courses | Courses | Courses | Courses | Courses | Courses | Courses | Courses | Courses | Courses | Courses | Courses | Courses | Courses | Points inscrits | Classement |
| Saison | Écurie          | Moteur               | Pneumatiques | Pilotes        | 1       | 2       | 3       | 4       | 5       | 6       | 7       | 8       | 9       | 10      | 11      | 12      | 13      | 14      | 15      | 16      | Points inscrits | Classement |
| ------ | --------------- | -------------------- | ------------ | -------------- | ------- | ------- | ------- | ------- | ------- | ------- | ------- | ------- | ------- | ------- | ------- | ------- | ------- | ------- | ------- | ------- | --------------- | ---------- |
| 1988   | Eurobrun Racing | Ford-Cosworth DFZ V8 | Goodyear     |                | BRÉ     | SMR     | MON     | MEX     | CAN     | DET     | FRA     | GBR     | ALL     | HON     | BEL     | ITA     | POR     | ESP     | JAP     | AUS     | 0               | 17e        |
| 1988   | Eurobrun Racing | Ford-Cosworth DFZ V8 | Goodyear     | Oscar Larrauri | Abd     | Nq      | Abd     | 13e     | Abd     | Abd     | Abd     | Nq      | 16e     | Nq      | Npq     | Npq     | Npq     | Nq      | Nq      | Abd     | 0               | 17e        |
| 1988   | Eurobrun Racing | Ford-Cosworth DFZ V8 | Goodyear     | Stefano Modena | Abd     | Nc      | Dsq     | Dsq     | 12e     | Abd     | 14e     | 12e     | Abd     | 11e     | Nq      | Nq      | Nq      | 13e     | Nq      | Abd     | 0               | 17e        |

Légende : ici 

## Résultats duTrofeo Indoor di Formula 1
|  | Quarts de finale | Quarts de finale  | Quarts de finale  |                 |                   | Demi-finales    | Demi-finales | Demi-finales |  |                  | Finale          | Finale | Finale    | Finale |
|  |                  |                   |                   |                 |                   |                 |              |              |  |                  |                 |        |           |        |
|  | Scuderia Italia  | Alex Caffi        | vainqueur         |                 |                   |                 |              |              |  |                  |                 |        |           |        |
|  | Osella           | Nicola Larini     | repêché           |                 |                   |                 |              |              |  |                  |                 |        |           |        |
|  | Osella           | Nicola Larini     | repêché           |                 | Scuderia Italia   | Alex Caffi      | vainqueur    |              |  |                  |                 |        |           |        |
|  |                  |                   |                   |                 | Scuderia Italia   | Alex Caffi      | vainqueur    |              |  |                  |                 |        |           |        |
|  |                  | Scuderia Minardi  | Pierluigi Martini | éliminé         |                   |                 |              |              |  |                  |                 |        |           |        |
|  | Scuderia Minardi | Scuderia Minardi  | Pierluigi Martini | éliminé         | Pierluigi Martini | vainqueur       |              |              |  |                  |                 |        |           |        |
|  | Scuderia Minardi |                   |                   |                 | Pierluigi Martini | vainqueur       |              |              |  |                  |                 |        |           |        |
|  | First Racing     | Gabriele Tarquini | éliminé           |                 |                   |                 |              |              |  |                  |                 |        |           |        |
|  | First Racing     | Gabriele Tarquini | éliminé           |                 |                   |                 |              |              |  | Scuderia Minardi | Luis Pérez-Sala |        | vainqueur |        |
|  |                  |                   |                   |                 |                   |                 |              |              |  | Scuderia Minardi | Luis Pérez-Sala |        | vainqueur |        |
|  |                  | Scuderia Italia   | Alex Caffi        |                 | finaliste         |                 |              |              |  |                  |                 |        |           |        |
|  | Scuderia Minardi | Scuderia Italia   | Alex Caffi        | Luis Pérez-Sala | finaliste         | vainqueur       |              |              |  |                  |                 |        |           |        |
|  | Scuderia Minardi |                   |                   | Luis Pérez-Sala |                   | vainqueur       |              |              |  |                  |                 |        |           |        |
|  | Eurobrun         | Fabrizio Barbazza | éliminé           |                 |                   |                 |              |              |  |                  |                 |        |           |        |
|  | Eurobrun         | Fabrizio Barbazza | éliminé           |                 | Scuderia Minardi  | Luis Pérez-Sala | vainqueur    |              |  |                  |                 |        |           |        |
|  |                  |                   |                   |                 | Scuderia Minardi  | Luis Pérez-Sala | vainqueur    |              |  |                  |                 |        |           |        |
|  |                  |                   | Osella            | Nicola Larini   | éliminé           |                 |              |              |  |                  |                 |        |           |        |
|  |                  |                   |                   | Nicola Larini   | éliminé           |                 |              |              |  |                  |                 |        |           |        |
|  |                  |                   |                   |                 |                   |                 |              |              |  |                  |                 |        |           |        |
|  |                  |                   |                   |                 |                   |                 |              |              |  |                  |                 |        |           |        |